# InBev
InBev е пивоварна компания, която е резултат от сливането между базираната в Белгия компания Interbrew и бразилската пивоварна AmBev, което се случва през 2004 г. Тя съществува независимо до придобиването на Anheuser-Busch през 2008 г., което образува Anheuser-Busch InBev (съкратено AB InBev). InBev има операции в над 30 държави и продажби в над 130 страни. През 2006 г. тя има пазарна капитализация от 30,6 милиарда евро и нетна печалба от 3,2 милиарда евро при продажби от 13,3 милиарда евро.
На 13 юли 2008 г. InBev се съгласява да купи Anheuser-Busch, сформирайки нова компания, която да носи името Anheuser-Busch InBev. Съобщава се, че Anheuser ще получи две места в комбинирания борд. За да получи антитръстово одобрение в Съединените щати, InBev се съгласява да се освободи от компанията, която внася бирата Labatt, друга марка на InBev, в Съединените щати; тази сделка е завършена на 13 март 2009 г.
Споразумението да се изплатят по $70 на акция, или почти $52 милиарда, създава най-голямата пивоварна в света, обединявайки производителя на Budweiser и Michelob с производителя на Stella Artois, Bass и Brahma. Двете компании имат годишни продажби от над 36,4 милиарда долара, надминавайки най-голямата дотогава пивоварна, базираната в Лондон SABMiller.
На 10 октомври 2016 г. Anheuser-Busch InBev придобива SABMiller за £69 милиарда (US$107 милиарда). След това SABMiller преустановява търговията на световните фондови пазари. Новата компания, сега Anheuser-Busch InBev SA/NV, впоследствие продава притежаваната от SAB бирена компания MillerCoors на Molson Coors, продава също много европейски марки на Asahi Breweries.

## Марки
InBev притежава около 400 марки бира, произвеждани и продавани по целия свят. Водещите марки са Stella Artois, Brahma, Beck's, Corona и Leffe.